# Mohamal Emayetoali
Mohamal Emayetoali (* 28. August 1968) ist ein Judoka aus Bangladesch.

## Werdegang
Emayetoali nahm 1991 an den Judo-Weltmeisterschaften 1991 in Barcelona teil. In der Klasse Schwergewicht (über 95 kg) schied er nach Niederlage gegen den Briten Steve Cross im Sechzehntelfinale aus.